# Каменна-Гура (станция)
Каменна-Гура (пол. Kamienna Góra) — товарно-пассажирская железнодорожная станция в городе Каменна-Гура, в Нижнесилезском воеводстве Польши. Имеет 3 платформы и 3 пути.
Станцию построили вместе с железнодорожной линией в Сендзислав в 1869 году, когда город Каменна-Гура (нем. Landeshut, Ландесхут) был в составе Королевства Пруссия.
Теперь станция Каменна-Гура обслуживает переезды на линиях: 
- Каменна-Гура — Сендзислав (гмина Марцишув),
- Каменна-Гура — Краловец (район Трутнов в Чехии).

### Фотографии

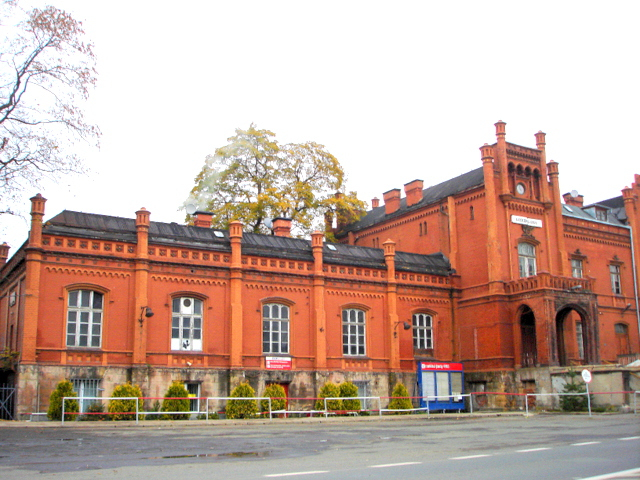
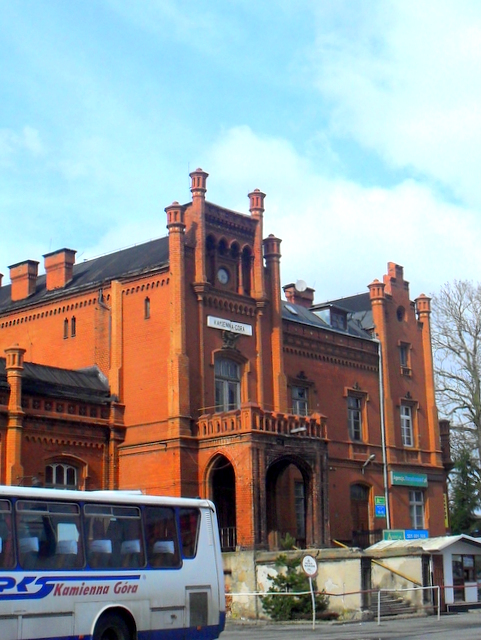
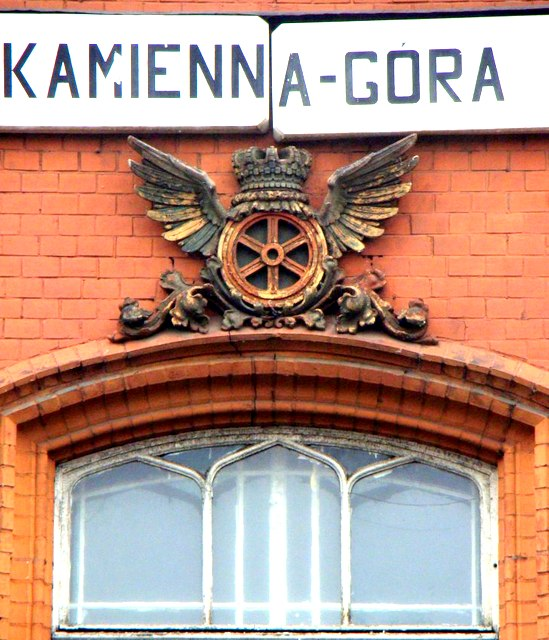
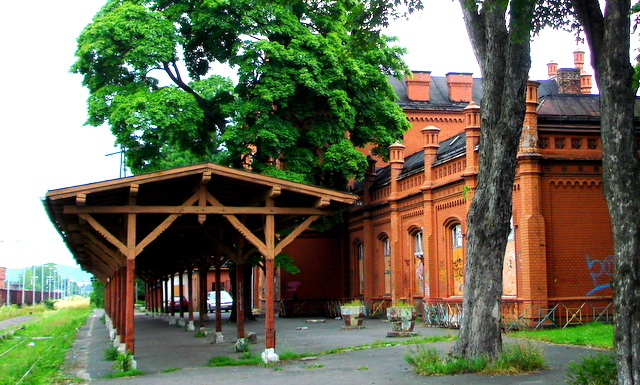